# 彼得羅巴甫利夫卡 (丘古耶夫區)
50°9′39″N 37°8′36″E / 50.16083°N 37.14333°E
彼得罗巴甫利夫卡（烏克蘭語：Петропавлівка），是烏克蘭東部哈爾科夫州丘胡伊夫区沃夫昌斯克市鎮內的村落。距離漢諾皮利亞和哈爾布濟夫卡3公里，面積0.17平方公里，海拔高度166米，2001年人口445。